# Вулиця Олександра Кониського (Київ)
Ву́лиця Олекса́ндра Кони́ського — вулиця в Шевченківському районі міста Києва, місцевість Солдатська слобідка. Пролягає від вулиці Олеся Гончара до вулиці Січових Стрільців.
Прилучаються вулиці Бульварно-Кудрявська, Павлівська і Полтавська.

## Історія
Вулицю було прокладено у період між 1838 та 1849 роками під назвою Іванівська. 1903 року за клопотанням мешканців отримала назву Тургенєвська вулиця, на честь російського письменника Івана Тургенєва.
Сучасна назва на честь українського письменника, літературознавця, видавця, педагога і громадського діяча Олександра Кониського — з березня 2023 року.

## Забудова
На вулиці Олександра Кониського подекуди збереглися споруди кінця XIX — початку XX ст.
| Номер будинку | Найменування | Примітка |
| ------------- | --- | --- |
| 1/90          | житловий будинок (кінець ХІХ — початок ХХ ст.) | на розі з вул. Олеся Гончара                                                                                                   |
| 14/47         | житловий будинок (кінець ХІХ — початок ХХ ст.) | на розі з вул. Бульварно-Кудрявською                                                                                           |
| 19            | житловий будинок (1901 р.) у стилі історизм. Архітектор І. Агуров                                                                                             | |
| 20            | житловий будинок у стилі історизм (1899 рік). Архітектор М. Яскевич                                                                                           | |
| 21            | житловий будинок (кінець ХІХ — початок ХХ ст.) | |
| 22            | Садиба Малініна — житловий будинок (1890), відомий як будинок Маліних. З 2021 року перебуває в Списку історичних будинків, які потребують додаткового захисту | у 2021 році забудовник ТОВ «Сервіт» (ЖК «Тургеневъ») намагався розібрати будівлю, у жовтні-листопаді 2022 ці спроби поновилися |
| 23            | житловий будинок (флігель) у цегляному стилі (кінець ХІХ — початок ХХ ст., надбудова початок ХХІ ст.)                                                         | |
| 26            | житловий будинок (флігель) у стилі модерн (початок ХХ ст., надбудова початок ХХІ ст.)                                                                         | |
| 27            | житловий будинок (флігель) у стилі модерн, зведений у 1910-ті роки                                                                                            | |
| 30            | житловий будинок у стилі історизм (1890-ті роки) | |
| 32-А          | житловий будинок у стилі історизм (друга половина XIX ст.) | |
| 35-А, 35-Б    | садиба, складається з головного будинку та флігеля, зведених на початку XX ст. у стилі історизм                                                               | |
| 40            | житловий будинок (кінець XIX ст.) | |
| 43            | житловий будинок у стилі історизм (початок XX ст.) | |
| 55            | житловий будинок у стилі модерн (1914–1915 роки) | |
| 57            | житловий будинок (флігель) у стилі модерн (початок ХХ ст.) | |
| 60            | житловий будинок, зведений у стилі модерн за проектом інженера О. Феокритова (початок 1910-х років)                                                           | |
| 65            | житловий будинок, зведений у 1899 році архітектором К. Шиманом                                                                                                | |
| 77            | житловий будинок, зведений у стилі неоренесансу на початку 1900-х років                                                                                       | |
| 79            | житловий будинок у стилі неоренесанс (1905 рік) | |
| 80            | житловий будинок у стилі історизм (початок XX ст.) | |
| 81            | житловий будинок у стилі модерн (1911 рік) | |

## Особистості
- У будинку № 9 у 1911–1912 роках розташовувалася редакція часопису «Рілля».
- У будинку № 40 під час свого візиту до Києва у червні 2001 року жив Папа Римський Іван Павло II.
- У будинку № 58 у 1917 році проживала радянська партійна діячка Євгенія Бош;
- У будинку № 65 у 1918–1923 роках жив письменник та громадський діяч Петро Стебницький;
- У будинку № 81 мешкали: з 1915 року по 1953 рік письменниця і діяч українського театру Софія Тобілевич; художник Давид Шостак (квартира № 9);
- У будинку № 83/85 у 1970—1997 роках мешкав академік АПН УРСР Костянтин Кульчицький;

## Пам'ятники та меморіальні дошки
- буд. № 11 — пам'ятник Героям Небесної Сотні[4].
- буд. № 81 — меморіальна дошка на честь Софії Тобілевіч. Відкрито 8 липня 1958 року, мармур, архітектор В. І. Шляховий. У 1984 році дошку було замінено на гранітну.
- буд. № 83/85 — меморіальна дошка на честь академіка Костянтина Кульчицького.
- буд. № 40 — пам'ятник Папі Римському Івану Павлу II. Встановлений у 2002 році, скульптор Борис Довгань, архітектор Флоріан Юр'єв.

## Установи та заклади
- Публічна бібліотека імені Лесі Українки (буд. № 83/85)
- Головне управління статистики у м. Києві (буд. № 71)
- Коледж «Бакаляр» (буд. № 8/14)
- Апостольська нунціатура — Посольство Ватикану (буд. № 40)
- Український державний інститут по проектуванню підприємств рибного господарства і промисловості (буд. № 82-А)
- Міський психоневрологічний диспансер № 1 (буд. № 20)
- Факультет мистецтв Національного педагогічного університету імені Михайла Петровича Драгоманова (буд. № 11)

## Галерея

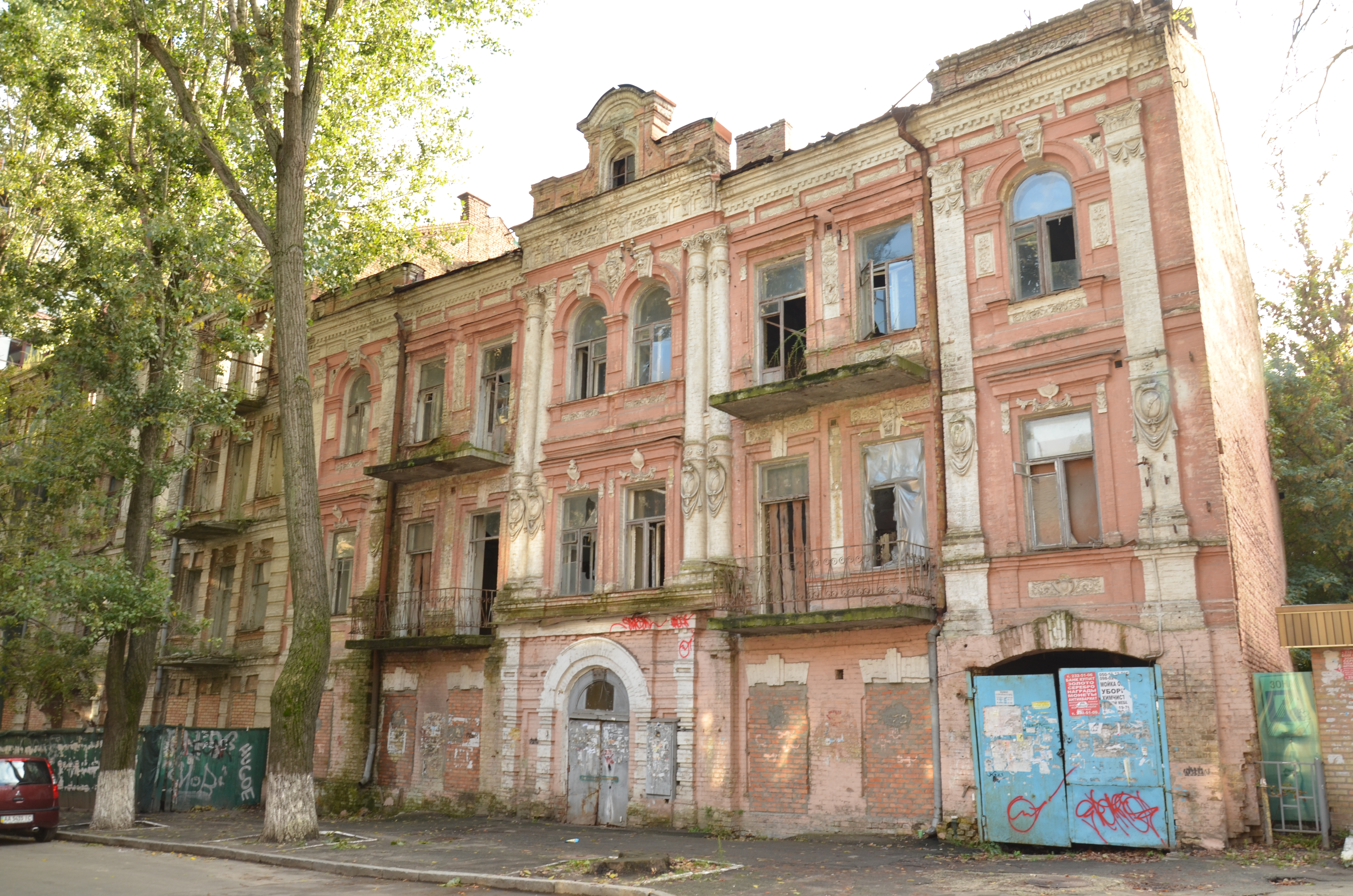
Будинок на вулиці Олександра Кониського, 19 (Київ)
Апостольська нунціатура. Олександра Кониського, 40.